# Winn (Seubersdorf in der Oberpfalz)
Winn ist ein Ortsteil von Seubersdorf in der Oberpfalz, einer Gemeinde im Landkreis Neumarkt in der Oberpfalz im Oberpfälzer Jura in der Oberpfalz. Der Ort hatte im Dezember 2024 58 Einwohner.

## Geographie
Das Dorf liegt knapp sechs Kilometer südlich des Gemeindezentrums und 200 Meter südlich der Staatsstraße 2234, die Parsberg mit Breitenbrunn verbindet.

## Geschichte
Der Ortsname Winn deutet auf eine Ansiedlung slawischer Siedler (siehe Bavaria Slavica) oder Kriegsgefangener in karolingischer Zeit hin. Erstmals urkundlich erwähnt wurde der Ort Winden im Jahr 1145 anlässlich einer Schenkung eines Hofes durch den Pyrbaumer Ministerialen Durinhart an das Kloster Weihenstephan.
Ab dem 13. Jahrhundert lag der Ort im Herrschaftsbereich der Wittelsbacher. 1285 und 1326 tauchte das Eigentum der Zenger in Form von zwei Huben in den Urbaren des Amtes Velburg auf. Zu dieser Zeit übten die über Daßwang gebietenden Herren von Lupburg die Vogtei über das Kirchengut in der Pfarrfiliale zu Winn aus. Als Inhaber dieses Wiedenhofs ist um 1300 Kuno von Kemnathen bekannt.
Winn befand sich später im nordöstlichen Bereich der Herrschaft Breitenegg. Im Jahr 1429 überließ der Besitzer dieser Burg bei Breitenbrunn, Hadmar VI. von Laaber-Breitenegg das Gehölz Auf dem Aychach und das Gut zu Winden dem Seiz Peck zu Daßwang auf Erbrecht.
Nun gehörte Winn, wie durch weitere Güterverkäufe auch die benachbarten Dörfer Hamberg und Schöndorf, nicht mehr zum Breitenbrunner, sondern zum Velburger Gebiet, wobei die Grenze bei Rasch verlief. In der Folgezeit kam es zwischen Velburg (Adelsgeschlecht Wispeck) und den Parsbergern zu Auseinandersetzungen um die Herrschaftsausdehnung. 
Die Wispecker tätigten dazu viele Käufe von Gütern, die in ihrem Territorium auswärtige Besitzer in Händen hielten. Das geschah auch im Jahr 1552 in Winn, wo Ritter Haug von Parsberg Heinrich Wagners Gut aufgab. Trotzdem wollte Parsberg weiterhin über Winn mitbestimmen, vielleicht wegen zwei Jahrhunderte zurückliegender Wildbann-Rechte in diesem Raum oder hinsichtlich einer Vogteinachfolge ehemaligen Lupburger Besitzes.
Gegen Ende des 16. Jahrhunderts hatte sich Velburg die Dominanz in Winn gesichert, denn das Amt trat als Grundherrschaft über einen Hof (Lang) und acht Güter auf. Diese Machtposition komplettierte der Rat zu Velburg mit den zwei übrigen Höfen (Ochsenhof/Gschrey und Michl Schmiderl). Dass in dem kleinen Dorf keine fremden, sondern nur noch Velburger Untertanen wohnten, wurde in weiteren Besitzfassionen (Zusammenstellung der Besitzungen und Rechte einer Grundherrschaft) extra betont.
Aus einer Beschreibung von 1734 geht hervor, dass es in Wündt daselbsten 12 Herdstätt, ansonsten kein Handwerksmann hinselbsten gab.
Das bayerische Urkataster zeigt Winn in den 1810er Jahren als kleine Ortschaft. Im Jahr 1818 wurde der Ort der politischen Gemeinde Daßwang zugeordnet. Seit 1972 gehört Winn zur Großgemeinde Seubersdorf in der Oberpfalz.

## Kapelle Peter und Paul

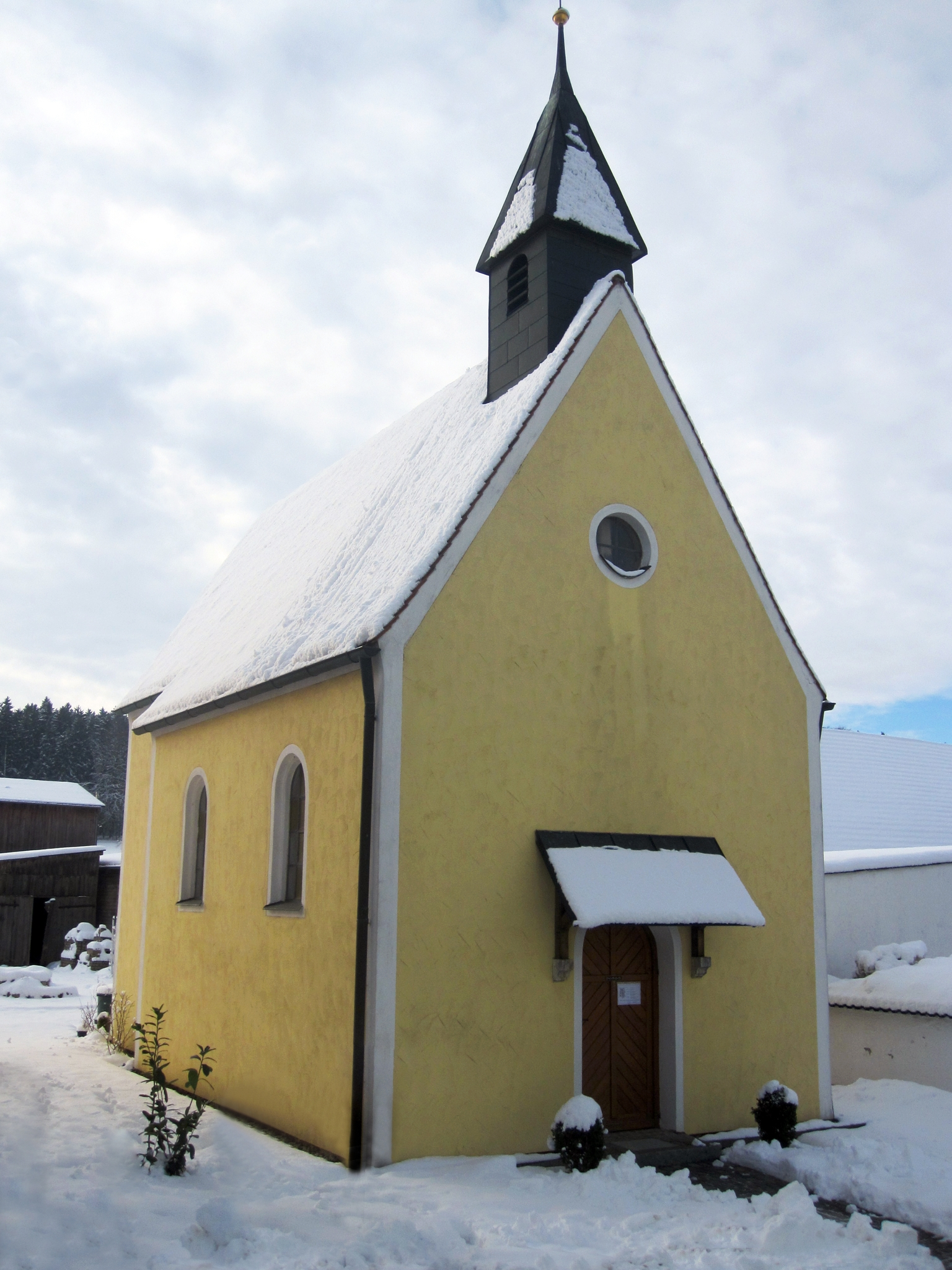
Kapelle St. Peter und Paul in Winn

Als Ersatz für eine früher vorhandene Marienkapelle erbaute die Dorfgemeinschaft von Winn im Sommer 1951 eine neue Kapelle. Der Altar stammt aus der Kapelle des ehemaligen Kreiskrankenhauses Pfaffenhofen an der Ilm. Am 9. September 1951 erhielt die Ortskapelle die kirchliche Weihe (Peter und Paul). Seit 1952 wird in Winn jedes Jahr zum Patroziniumsfest der Apostelfürsten Petrus und Paulus die Kirchweih in Winn gefeiert.